# Équipe de Grande-Bretagne féminine de cyclisme sur route
L'équipe de Grande-Bretagne féminine de cyclisme sur route est la sélection de cyclistes britanniques réunies lors de compétitions internationales (les championnats d'Europe, du monde et les Jeux olympiques notamment) sous l'égide de la fédération britannique de cyclisme British Cycling.

## Palmarès

### Jeux olympiques

#### Course en ligne
L'épreuve de course en ligne féminine est introduite aux Jeux olympiques en 1984.
| Médaille d'or         | Médaille d'argent             | Médaille de bronze |
| --------------------- | ----------------------------- | ------------------ |
| - 2008 : Nicole Cooke | - 2012 : Elizabeth Armitstead |                    |

#### Contre-la-montre individuel
L'épreuve de contre-la-montre individuel féminin est organisée aux Jeux olympiques depuis 1996.
| Médaille d'or | Médaille d'argent                            | Médaille de bronze |
| ------------- | -------------------------------------------- | ------------------ |
|               | - 2008 : Emma Pooley - 2024 : Anna Henderson |                    |

### Championnats du monde de cyclisme sur route

#### Course en ligne

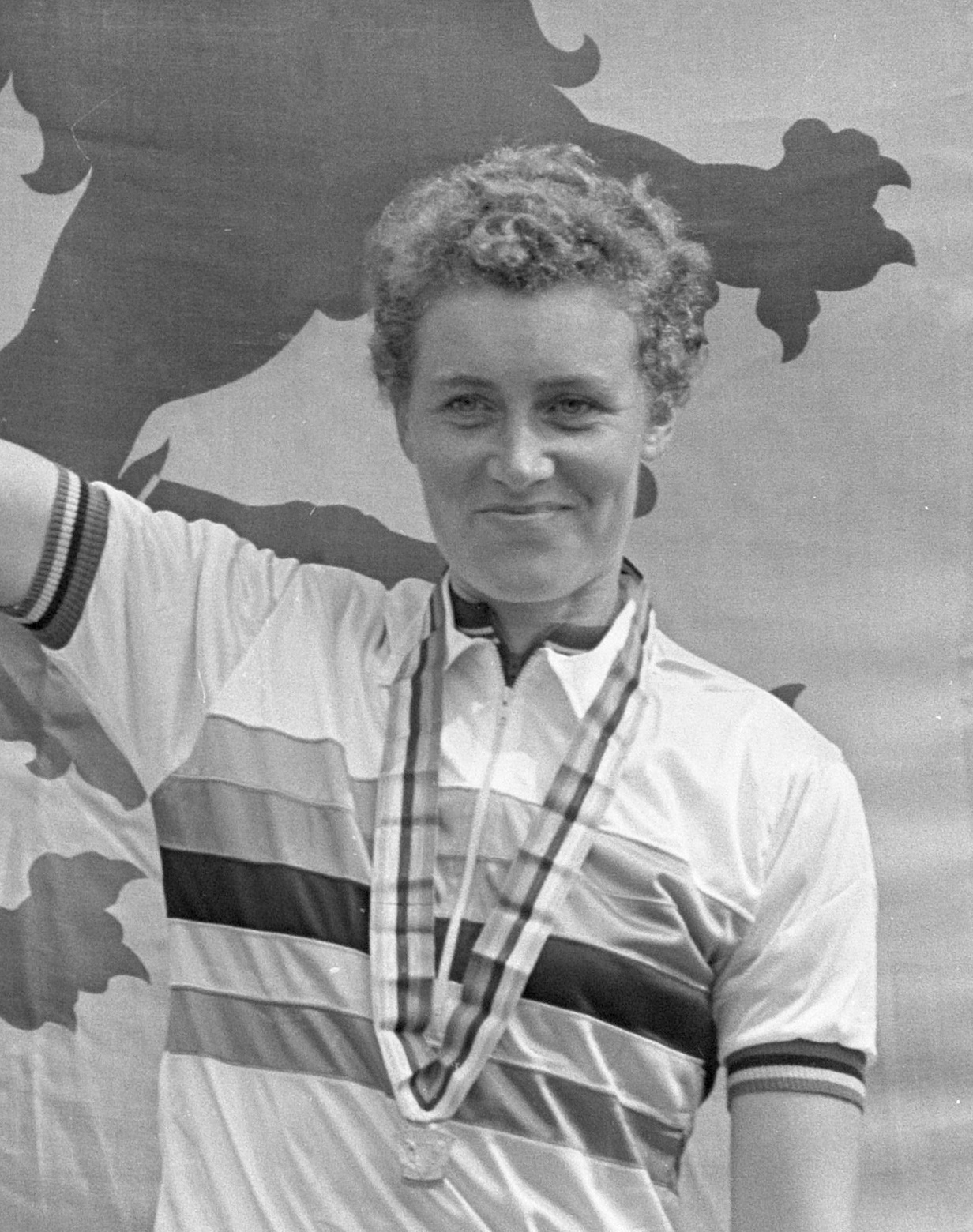
Beryl Burton, en 1967, avec son maillot arc-en-ciel de championne du monde

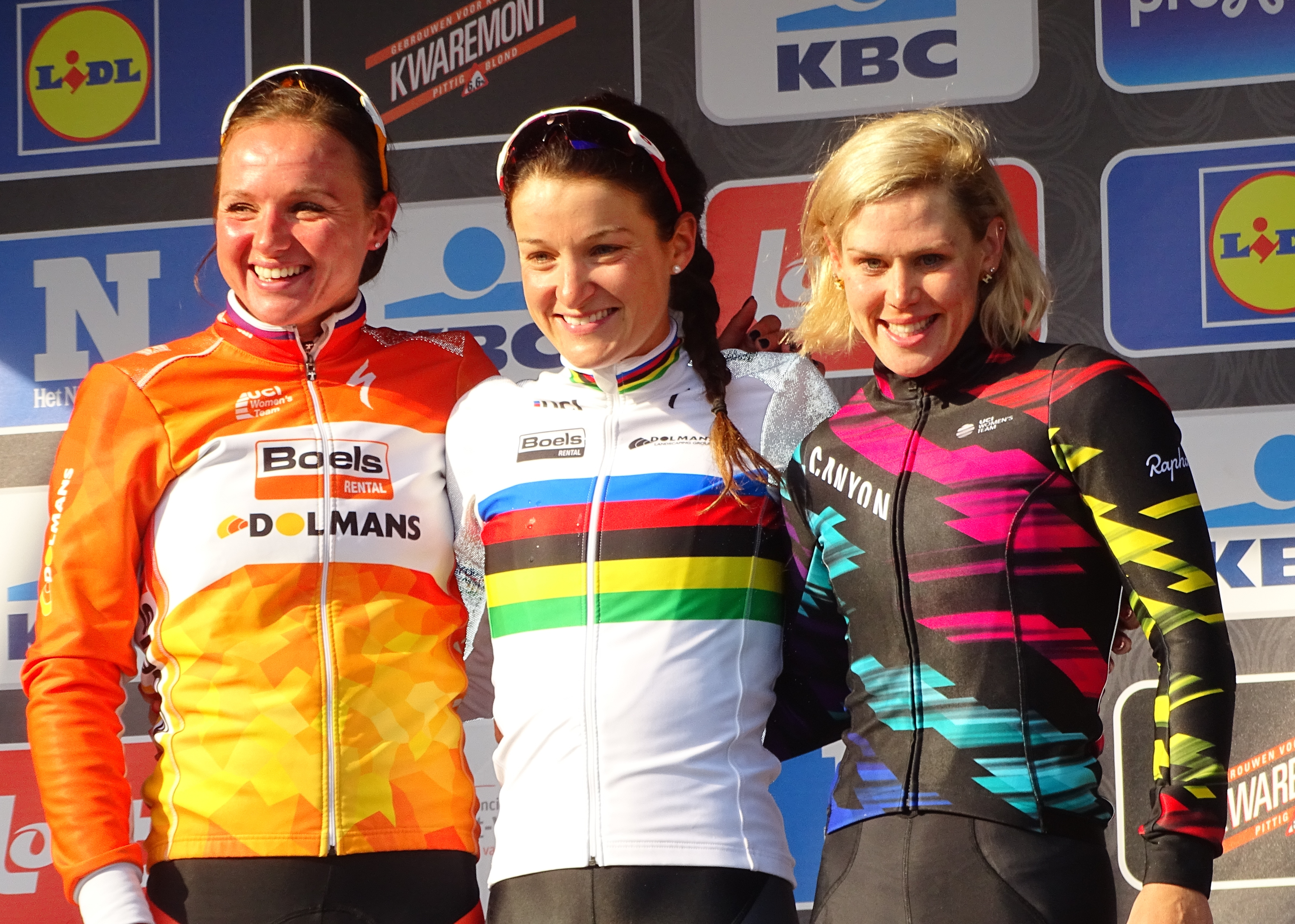
Elizabeth Armitstead, avec son maillot arc-en-ciel de championne du monde, au circuit Het Nieuwsblad 2016

Le championnat du monde de course en ligne féminin est organisé depuis 1958.
| Médaille d'or | Médaille d'argent                                                          | Médaille de bronze                                               |
| --- | -------------------------------------------------------------------------- | ---------------------------------------------------------------- |
| - 1960 : Beryl Burton - 1967 : Beryl Burton - 1982 : Mandy Jones - 2008 : Nicole Cooke - 2015 : Elizabeth Armitstead | - 1961 : Beryl Burton - 1969 : Bernadette Swinnerton - 2005 : Nicole Cooke | - 1980 : Mandy Jones - 2003 : Nicole Cooke - 2006 : Nicole Cooke |

#### Contre-la-montre individuel
Le championnat du monde de contre-la-montre féminin est organisé depuis 1994.
| Médaille d'or        | Médaille d'argent | Médaille de bronze   |
| -------------------- | ----------------- | -------------------- |
| - 2010 : Emma Pooley |                   | - 2011 : Emma Pooley |

#### Contre-la-montre par équipes nationales
Le championnat du monde de contre-la-montre par équipes nationales est organisé à partir de 1987 à 1994. La Grande-Bretagne n'a jamais remporté de médaille en contre-la-montre par équipes nationales.

#### Contre-la-montre par équipes de relais mixte
Le championnat d'Europe de contre-la-montre par équipes de relais mixte est organisé à partir de 2019. Le temps des trois coureuses est additionné au temps des trois coureurs de l'équipe masculine.
| Médaille d'or | Médaille d'argent | Médaille de bronze                                                                                           |
| ------------- | ----------------- | --- |
|               |                   | - 2019 : ♂ John Archibald ♂ Daniel Bigham ♂ Harry Tanfield ♀ Lauren Dolan ♀ Anna Henderson ♀ Joscelin Lowden |

### Championnats d'Europe de cyclisme sur route

#### Contre-la-montre individuel
Le championnat d'Europe de contre-la-montre féminin est organisé depuis 2016.
| Médaille d'or | Médaille d'argent       | Médaille de bronze |
| ------------- | ----------------------- | ------------------ |
|               | - 2023 : Anna Henderson |                    |